# Jean Schoenberg
Johann Nicolas (Jean) Schoenberg (Esch-sur-Alzette, 6 september 1881 – Luxemburg, 27 december 1932) was een Luxemburgs architect.

## Leven en werk
Jean Schoenberg was een zoon van spoorwegbeambte Nicolas Schoenberg en Anne Catharine Tandel. Hij studeerde in Stuttgart en aan de Koninklijke Academie voor Schone Kunsten van Brussel en vestigde zich als zelfstandig architect in de Luxemburgse hoofdstad. De architect had naast zijn werk diverse bestuursfuncties, hij was medeoprichter en voorzitter van de Société des Architectes Luxembourgeois, vicevoorzitter van de Cercle d'Escrime et de Gymnastique, vicevoorzitter van de Association pour l’hygiène populaire et scolaire, lid van de raad van bestuur van de Association luxembourgeoise des Ingénieurs et Industriels, lid van de examencommissie van de école d'artisans en lid van de ziekenhuiscommissie. In 1930 werd hij benoemd tot ridder in de Orde van Verdienste van Adolf van Nassau.
Schoenberg overleed op 51-jarige leeftijd en werd begraven op de Cimetière Notre-Dame. Hij was een zwager van schilder Corneille Lentz-Schoenburg en oom van de architect Robert Lentz.

## Enkele werken
- 1924: Toren en portaal van de kerk in Troisvierges.
- Uitbreiding van het kasteel in Differdange
- Uitbreiding van het kasteel in Hollenfels.
- Uitbreiding van het kasteel van Fischbach.
- Fabriek en vestiging van de Tannerie de cuir Idéal, een leerlooierij in Wiltz.

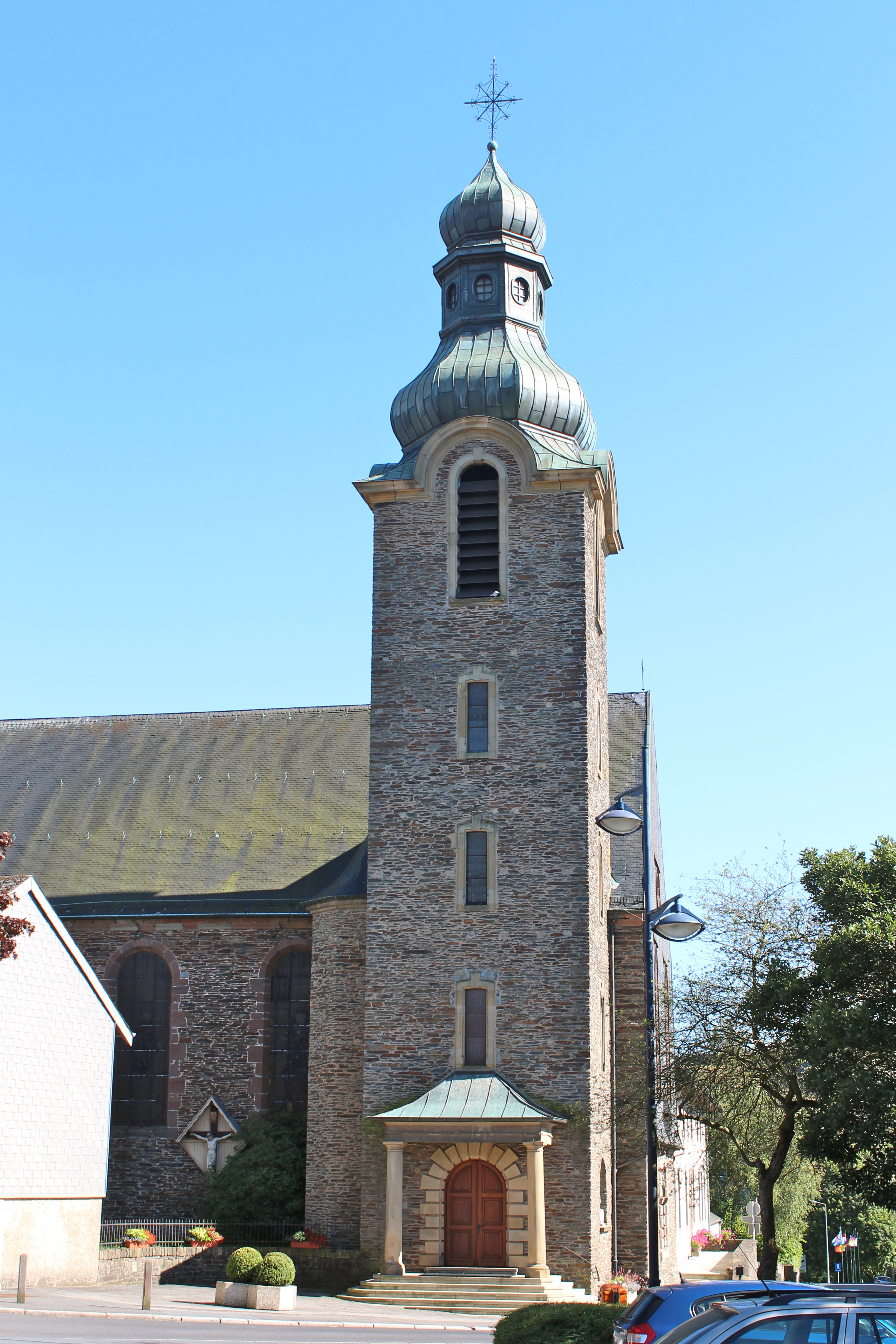
Kerktoren in Troisvierges

## Onderscheidingen
- 1930: Ridder in de Orde van Verdienste van Adolf van Nassau